# 모가미급 호위함
틀:선박 정보 제원
모가미급 호위함(일본어: もがみ型護衛艦 모가미가타 고에이칸[*])은 30FFM, 30FF, 30DX 또는 30DEX로도 알려져 있으며, 해상자위대를 위한 일본의 다목적 스텔스 프리깃이다.

## 개발
2015년, 일본 국방 예산은 "다기능 추가 기능을 갖춘 소형 선체 구축함"과 구축함용 신형 레이더 시스템 건설 연구에 자금을 배정했다. 2015년, 미쓰비시 중공업(MHI)은 자체 자금으로 개발해 온 프리깃의 첫 번째 개념 모델(30FF)을 공개했다.
2017년 8월, 일본 방위장비청(ATLA)은 미쓰비시 중공업과 미쓰이 E&S를 프리깃 건조의 주 계약자와 하도급자로 선정했다. 이 기관은 아사기리급 구축함급 destroyer과 아부쿠마급 호위구축함급 destroyer escort를 대체할 완전히 새로운 함선 설계(30DX)를 선택했다. 2018년 12월에 승인된 계획은 22척의 모가미급 프리깃을 건조하는 것이었다. 함급 건조는 2019년에 시작되었으며, 매년 2척씩 건조될 예정이었다. 그러나 2023년 8월, 일본 방위성은 모가미급 설계로 12척만 건조하고, "개량형 모가미급 함선"으로 묘사되는 12척의 "신형 FFM"을 건조할 계획이라고 발표했다.
2023년 1월, 일본 방위장비청은 "신형 FFM에 관한 기획 제안 계약 지원자 모집 지침"을 발표했다. 이어서 2024년 7월, 미쓰비시 중공업은 신형 FFM의 정식 명칭인 Mogami-class frigate#Upgraded Mogami를 공개했다. "개량형 모가미" 프리깃의 건조 일정은 2025년에 시작되어 2027년까지 첫 두 선체가 진수될 예정이다. 미쓰비시 중공업은 2033년까지 해상자위대에 12척의 FFM 프리깃을 모두 인도할 계획이다.
2024년 3월, 모가미급 프리깃이 2024년 회계연도부터 VLS 시스템을 장착할 것이라고 보도되었다. 모가미급은 해상자위대 함선에 CODAG 시스템을 처음으로 적용한 사례이다.

## 설계

### 운용 개념
2022년 12월 16일, 일본 방위성은 "방위력 정비 계획 (2023)" 지침을 발표했으며, 이 지침은 해상자위대가 구형, 저성능 구축함과 아부쿠마급 호위구축함급 destroyer escort를 모가미급 프리깃으로 교체할 계획이라고 명시했다.
30DX 설계의 전반적인 의도는 아키즈키급 구축함 (2010년)과 유사한 능력을 갖춘 현대적인 프리깃 크기의 함선을 달성하되, 승무원 수를 줄이고 VLS 셀 수를 절반으로 줄이는 것이었다.

### 30FF
원래는 30FF 모델을 사용할 예정이었다. 30FF 설계는 미국 해군의 프리덤급 연안 전투함급 littoral combat ship과 유사하게 통합 마스트를 갖추었다. 무장에는 5인치 마크 45 함포, 선교와 주포 사이에 두 개의 원격 무인 총탑, 헬리콥터 격납고 위에 시램 포대, 그리고 탑재 헬리콥터가 포함되었다. 이 버전의 함선 길이는 120 미터 (393 ft 8 in), 최대 선폭은 18 미터 (59 ft 1 in), 그리고 배수량은 약 3,000 미터톤 (3,000 롱톤)으로 계획되었다. 30FF 설계는 최대 속도 40 노트 (74 km/h; 46 mph)를 목표로 했으며, 약 100명의 승무원을 수용했다.

### 30DX

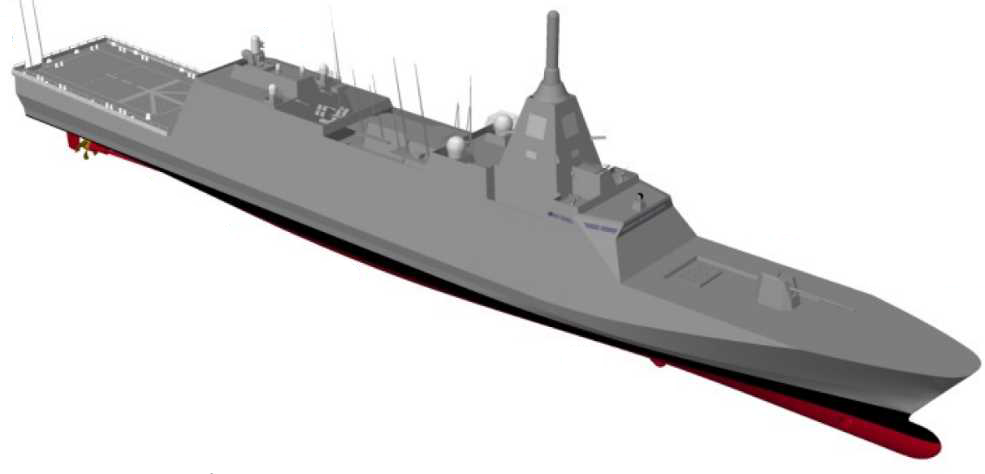
30DX 프리깃의 3D 개념 렌더링

결국 30DX 모델이 건조될 것으로 선택되었다. 30DX 설계는 현대적이지만 30FF의 더 급진적인 접근 방식에 비해 더 보수적이다. 설계 변경의 세 가지 주요 요인은 경제성, 소형화/자동화, 그리고 다목적 능력의 필요성 때문이었다. 이 함선은 길이 130 미터 (426 ft 6 in), 폭 16 미터 (52 ft 6 in), 표준 배수량 3,900 미터톤 (3,800 롱톤), 만재 배수량 약 5,500 미터톤 (5,400 롱톤)이다. 최대 속도는 30 노트 (56 km/h; 35 mph) 이상이다. 프리깃은 롤스로이스 MT30 가스 터빈으로 구동될 것이다.
30DX의 무장에는 Mk 45 주포, 함교 위의 두 개의 원격 무인 총탑, 현두에 16셀 마크 41 수직 발사 시스템(VLS), 8개의 대함 미사일, 1개의 시램, SH-60L 헬리콥터, 어뢰, 그리고 기만기 발사대가 포함된다. 또 다른 능력은 헬리콥터 갑판 아래 후방 경사로에서 무인 잠수정(UUV), 무인 수상정(USV) 및 기뢰를 배치하고 회수하는 것이다. 2018년 현재, 개발 중인 23식 함대공 미사일을 모가미급 VLS에 장착할 계획이 있었지만, 2023년 현재 VLS에는 07식 수직발사어뢰투사로켓만 장착될 예정이다. 23식 함대공 미사일은 2024 회계연도에 건조가 시작될 "개량형 모가미"에 장착될 예정이다.
두 모델의 스텔스 설계는 미쓰비시 X-2 신신 스텔스 전투기 기술 시연기(당시 ATD-X)에서 얻은 연구 개발 교훈을 기반으로 한다. 두 플랫폼 모두 미쓰비시 중공업에서 설계했기 때문이다. 스텔스 능력 외에도 이 프리깃은 높은 수준의 자동화를 강조한다. 이를 통해 이 프리깃은 유사한 크기의 다른 함선 승무원 정원에 비해 90명에 불과한 소규모 승무원으로도 운용할 수 있다.
Sea Air Space 2019에서 미쓰비시 중공업은 이 함선을 위한 '첨단 통합 CIC'를 공개했다. 이는 조타실, 관리 및 상황 인식실, 엔진 및 전력 제어실, 그리고 전투 정보 센터를 거대한 360도 원형 스크린 벽 안에 결합할 것이다. 이 스크린은 사각지대 없이 함선 주변의 파노라마 뷰를 표시할 수 있으며, 증강 현실 기술을 활용하여 표시되는 물체를 식별하고 함선을 항해할 것이다. 이를 통해 승무원은 내비게이션, 조타 및 함선 관리가 한 영역으로 중앙 집중화되는 총 함선 승무원 시스템(TSCS) 하에 운용할 수 있다.

#### 개량형 모가미
"개량형 모가미" 또는 "신형 FFM"은 원래 모가미급 프리깃의 진화형이다. 길이는 142 미터 (465 ft 11 in), 폭은 17 미터 (55 ft 9 in), 표준 배수량은 4,880 미터톤 (4,800 롱톤)이다. "개량형 모가미"는 향상된 레이더와 32셀 Mk 41 VLS를 갖추어 이전 모가미 프리깃보다 16셀이 추가된다.

## 동급 함정
VLS 조달 예산은 함선 건조 예산과 별도로 배정되며, 2021년 회계연도 보충 예산으로 2개 VLS 조달에, 2023년 회계연도 예산으로 10개 VLS 조달에 배정되었다. 그 결과, 취역 당시 VLS가 장착되지 않았던 JS 모가미부터 JS 아가노까지 함선에 VLS가 점진적으로 장착될 예정이다.
| 선체 번호 | 이름      | 기공일           | 진수일           | 취역일           | 건조사                       |
| --------- | --------- | ---------------- | ---------------- | ---------------- | ---------------------------- |
| FFM-1     | JS 모가미 | 2019년 10월 29일 | 2021년 3월 3일   | 2022년 4월 28일  | 미쓰비시 중공업 (나가사키시) |
| FFM-2     | JS 구마노 | 2019년 10월 30일 | 2020년 11월 19일 | 2022년 3월 22일  | 미쓰이 E&S (다마노시)        |
| FFM-3     | JS 노시로 | 2020년 7월 15일  | 2021년 6월 22일  | 2022년 12월 15일 | 미쓰비시 중공업 (나가사키)   |
| FFM-4     | JS 미쿠마 | 2020년 7월 15일  | 2021년 12월 10일 | 2023년 3월 7일   | 미쓰비시 중공업 (나가사키)   |
| FFM-5     | JS 야하기 | 2021년 6월 24일  | 2022년 6월 23일  | 2024년 5월 21일  | 미쓰비시 중공업 (나가사키)   |
| FFM-6     | JS 아가노 | 2021년 6월 24일  | 2022년 12월 21일 | 2024년 6월 20일  | 미쓰비시 중공업 (나가사키)   |
| FFM-7     | JS 니요도 | 2022년 6월 30일  | 2023년 9월 26일  | 2025년 5월 21일  | 미쓰비시 중공업 (나가사키)   |
| FFM-8     | JS 유베츠 | 2022년 8월 30일  | 2023년 11월 14일 | 2025년 6월 19일  | 미쓰비시 중공업 (다마노)     |
| FFM-9     | JS 나토리 | 2023년 7월 6일   | 2024년 6월 24일  | 2025년 12월      | 미쓰비시 중공업 (나가사키)   |
| FFM-10    | JS 나가라 | 2023년 7월 6일   | 2024년 12월 19일 | 2026년 3월       | 미쓰비시 중공업 (나가사키)   |
| FFM-11    | JS 타츠타 | 2024년 7월 3일   | 2025년 7월 2일   | 2026년 12월      | 미쓰비시 중공업 (나가사키)   |
| FFM-12    | 미정      | 2024년 7월 3일   |                  | 2027년 3월       | 미쓰비시 중공업 (나가사키)   |

## 수출
두 프리깃 설계는 잠재적인 수출 고객을 유치하기 위해 네 번의 해군 전시회에서 선보였다. 30FF는 PACIFIC 2015에서 오스트레일리아 왕립 해군의 SEA5000 대잠수함 프리깃 프로그램의 경쟁자로 선보였고, Sea Air Space 2017에서 다시 전시되었다. 30DX 설계는 Sea Air Space 2018과 2019, 그리고 Euronaval 2018에서 선보였다. 새로운 FFM 설계는 Indo Pacific 2023에서 'FMF-AAW'로 전시되었다.

### 오스트레일리아
FFM 설계는 오스트레일리아 왕립 해군의 신형 범용 프리깃의 경쟁자로 최종 후보에 올랐다. 오스트레일리아는 최대 11척의 프리깃을 획득할 계획이다. 첫 번째 함선 배치는 오스트레일리아에서 건조되기 전에 해외에서 건조될 것이다.
모가미 설계는 독일의 MEKO A-200, 대한민국 FFX Batch II/III, 스페인의 Alfa 3000과 함께 오스트레일리아 왕립 해군의 다음 프리깃 제안 후보로 경쟁했다.
미쓰비시 중공업은 IODS 2024에서 이전에 신형 FFM으로 알려진 "개량형 모가미"를 선보였다. "개량형 모가미" 프리깃은 미쓰비시 중공업이 오스트레일리아 왕립 해군의 범용 프리깃 프로그램에 제안한 것이다. 2024년 9월, 캔버라가 연말까지 GPFP에 대한 프리깃 모델을 결정할 것이라고 발표되었다. 모가미 설계는 2024년 11월에 최종 두 가지 설계(독일의 MEKO A-200 설계와 함께) 중 하나로 최종 후보에 올랐다.
2024년 11월 28일, 도쿄는 모가미급이 새로운 오스트레일리아 프리깃으로 선정될 경우 캔버라가 모가미급의 공동 개발 및 생산에 참여하는 것을 허용할 것이라고 발표되었다.
2025년 2월 12일, 노시로는 오스트레일리아 왕립 해군에 함선을 선보이기 위해 필리핀에 기항하며 오스트레일리아와의 공동 군사 훈련을 위해 오스트레일리아로 항해했다. 2025년 6월 6일, JS 야하기는 다윈에 정박하여 해상자위대 장교들이 오스트레일리아 왕립 해군 장교들을 위한 환영회를 주최했다.
2025년 7월 21일, 일본 관계자들은 캔버라에서 브리핑을 실시하여 개량형 모가미와 미국 해군과 상호 운용될 수 있는 장점을 선보였다.
2025년 8월 5일, 신형 FFM이 선정되었다.

### 인도네시아
일본은 당초 2023년 말 또는 2024년 초에 인도네시아에 4척의 프리깃을 수출할 계획이었다. 추가로 4척은 PT PAL과의 3천억 엔 계약에 따라 인도네시아에서 건조될 예정이었다. 2021년 3월, 일본과 인도네시아는 군사 협력 협정을 체결했으며, 이로 인해 모가미급 프리깃이 인도네시아에 수출될 것이라는 추측이 증가했다.
그러나 2024년 중반까지 수출 계약은 체결되지 않았다. 인도네시아 해군은 대신 두 척의 애로우헤드 140 프리깃과 최대 6척의 FREMM 프리깃을 획득할 계획이다.

## 내용주
1. ↑  함선 건조 중 미쓰비시 중공업 해상 시스템즈가 미쓰이의 조선 사업을 인수했다.[30]